# Dominion (jeu)
Pour les articles homonymes, voir Dominion (homonymie).
Dominion est un jeu de deck-building créé par Donald X. Vaccarino, édité par Filosofia en France. Il est sorti en 2008 et a reçu de nombreux prix, tel que le Spiel des Jahres. Ce jeu est considéré comme ayant fondé le genre du deck-building,.

## Règles du jeu

### But du jeu
Le but du jeu est d'accumuler plus de points de victoire que les autres joueurs.
Pour ce faire, tous les joueurs ont à leur disposition des cartes qu'ils peuvent acheter pour renforcer leur propre jeu (appelé deck), le but étant d'être le plus rapide pour créer un jeu optimisé qui permettra d'acquérir les cartes de propriétés (cartes Victoire), en particulier les Provinces qui apportent le plus de points de victoire. Trop de cartes inutiles "polluent" le jeu, il faut donc réfléchir et améliorer son deck en cours de partie.

### Matériel
La boîte de jeu contient 500 cartes réparties en :
- cartes Royaume (de 25 sortes différentes) ;
- cartes Trésor de base : Cuivre, Argent, Or ;
- cartes Victoire de base : Domaine, Duché, Province ;
- cartes Malédiction.

### Mise en place
À chaque partie, on installe une réserve constituée de toutes les piles de cartes Trésor, Victoire et Malédiction accompagnées de 10 piles de cartes Royaume choisies au hasard parmi les 25 disponibles (chaque partie est donc différente puisque la stratégie dépend des cartes Action disponibles). Tous les joueurs commencent la partie avec le même deck (paquet de cartes) : 7 cartes Trésor Cuivre et 3 cartes Victoire Domaine, soit 10 cartes.
Chaque joueur pioche une main de 5 cartes. La partie peut alors commencer.

### Déroulement
Le tour d'un joueur se fait de la manière suivante :
- Phase Action : jouer une carte Action de sa main. Comme son nom l'indique, la carte Action peut générer un effet de jeu bénéfique pour le joueur. Chaque joueur ne peut jouer qu'une Action a priori à son tour, mais certaines cartes Actions permettent de bénéficier de points d'action supplémentaires, le joueur pouvant alors enchaîner les cartes Action qu'il a en main pendant la phase Action.
- Phase Achat : jouer les cartes Trésor de sa main et acheter une carte, grâce aux revenus des cartes Trésor, plus les revenus de certaines cartes Actions. On ne peut réaliser qu'un seul achat a priori, mais certaines cartes (Action voire Trésor) permettent d'augmenter le nombre d'Achats possibles. Il peut ainsi acheter de nouvelles cartes Actions, des cartes Trésors (éventuellement de l'Argent ou de l'Or qui amélioreront ses capacités d'achat) ou des cartes Victoire qui sont l'objectif du jeu.
- Phase Ajustement : défausser ses cartes en jeu et en main pour piocher cinq nouvelles cartes. La pioche en fin de tour (phase qui peut marquer traditionnellement un début de tour dans un autre jeu de cartes) peut permettre de préparer sa stratégie ou subir les cartes Attaque de ses adversaires.

Les cartes Action ont leurs effets propres mais peuvent apporter généralement des combinaisons de :
- cartes piochées supplémentaires ;
- actions supplémentaires ;
- achats supplémentaires ;
- attaques envers les adversaires (défausses de cartes, perte de trésors, acquisition de cartes Malédictions qui sont des malus) ;
- avoir des revenus supplémentaires ;
- d'autres effets plus spécifiques (manipulation de la pioche, etc).

À tout moment, si le joueur doit piocher des cartes et qu'il n'en reste plus, il mélange sa défausse et reconstitue une pioche.

### Fin de partie et désignation du vainqueur
Le jeu s'arrête lorsque la pile de cartes Provinces est vide ou lorsque trois autres piles de cartes sont vides. Les joueurs comptent alors le nombre de points de Victoire. Celui qui en possède le plus est le vainqueur.
De manière générale, sauf stratégie différente, chaque joueur cherche à optimiser son jeu de façon à avoir une main qui lui permette à terme d'avoir 8 pièces de revenus pour acheter des Provinces. Effectivement, les cartes Victoire n'apportent généralement pas de revenus en cours de jeu, et peuvent donc "polluer" la main d'un joueur qui en possède trop. Les cartes Province, donnant six points de victoire, sont donc privilégiées devant les cartes Domaine ou Duché. Les joueurs doivent également improviser avec les dix piles de cartes Royaume et leur disponibilité.

## Extensions
- Dominion : l'Intrigue (Intrigue en VO) est sortie en juillet 2009 (VF : août). Cette extension peut se jouer seule. Elle permet aussi de jouer jusqu'à 6 en complément du jeu original. Elle contient : 500 cartes (25 nouvelles cartes Royaume, ainsi que les cartes Trésor, Victoire et Malédiction que l'on retrouve dans le jeu de base).
- Dominion : Rivages (Seaside en VO) est sortie en octobre 2009 (VF : novembre). Contrairement à la précédente extension, celle-ci ne peut se jouer seule : il faut détenir le jeu original ou la première extension (ou les deux) pour jouer avec Rivages. Ce nouveau jeu comprend : 300 cartes (26 nouvelles cartes Royaume), 25 jetons Pièce, 15 jetons Embargo, 1 séparateur pour les cartes, 18 petits plateaux. Certaines des nouvelles cartes Action (Durée) ont des effets qui durent jusqu'au début du tour suivant.
- Dominion : Alchimie (Alchemy en VO) sort au printemps 2010. Incluant 12 nouvelles cartes Royaume, cette extension introduit de nouvelles cartes Trésor, les potions. Ces dernières entrent dans le coût d'achat de nouvelles cartes (que l'on ne peut donc pas se procurer sans potion). L'extension contient 150 cartes (12 nouvelles cartes Royaume ainsi que les cartes trésor Potion).
- Dominion : Prospérité (Prosperity en VO) est sortie en octobre 2010. C'est une extension qui ne peut se jouer seule. Cette extension inclut entre autres une pile de cartes Victoire supplémentaire (Colonie, valant 10 points de victoire) et une pile de cartes Trésor supplémentaire (Platine, rapportant 5 de revenu).
- Dominion : Abondance (Cornucopia en VO) est sortie au printemps 2011 (VF : juin). Cette extension ne peut se jouer seule. Principe de cette boîte : plus votre jeu est diversifié, plus vos cartes vous avantagent. On voit apparaître des cartes Prix. Elle contient 150 cartes (13 nouvelles cartes Royaume, 5 cartes Prix).
- Dominion : L'Arrière-Pays (Hinterlands en VO) est sortie fin novembre 2011. La nouveauté sont des cartes qui ont des effets au moment même où elles entrent en votre possession.
- Dominion : Age des Ténèbres (Dark Ages en VO) est sortie en août 2012. Cette extension ne peut se jouer seule. Elle ajoute de nouvelles cartes de démarrage (les cartes Refuge) et de nouvelles cartes pénalisantes (les cartes Ruine). L'extension permet entre autres de récupérer des cartes du rebut ou bien d'obtenir des cartes particulières à l'aide d'autres cartes précises. Elle contient 500 cartes (35 nouvelles cartes Royaume, 5 nouvelles cartes Ruine, 3 nouvelles cartes Refuge et 3 nouvelles cartes particulières).
- Dominion : Guildes (Guilds en VO) est sortie en juin 2013. C'est une petite extension de 13 cartes supplémentaires et 25 jetons pièce. Elle permet de stocker des jetons pour payer au juste prix ultérieurement et de surpayer certaines cartes pour obtenir un avantage supplémentaire.
- Dominion : Aventures (Adventures en VO) est sorti en avril 2015 en VO. Cette extension ne peut se jouer seule. Elle ajoute des événements que l'on peut acheter sur la zone de jeu durant toute la partie, la Taverne permettant de mettre des cartes de cotés, et enfin, des jetons à effet modificateur. Elle contient : 400 cartes (30 nouvelles cartes Royaume dont 2 évolutives, 20 cartes événements), 6 plateaux Taverne et 60 jetons.

## Extensions non traduites
- Dominion : Base Cards sortie en juin 2012. Contient de cartes de base de remplacement. Ce ne sont que de nouvelles cartes de base avec de nouveaux dessins.
- Dominion : Empires sortie en juin 2016.
- Dominion 2nd Edition sortie en 2016. 6 cartes de la première édition ont été retirées du jeu (Aventurier, Bûcheron, Chancelier, Espion, Festin, Voleur) et remplacées par 7 nouvelles cartes (Artisan, Brigand, Présage, Marchand, Braconnier, Sentinelle, et Vassal).
- Dominion 2nd Edition : Update Pack sortie en octobre 2016. Contient les 7 nouvelles cartes de la nouvelle édition et permet la mise à jour du jeu de base.
- Dominion : Intrigue 2nd Edition : sortie en 2016. 6 cartes de la première édition ont été retirées du jeu (Chambre Secrète, Chaudronnier, Éclaireur, Grand Hall, Saboteur et Hommage) et remplacées par 7 nouvelles cartes (Courtisan, Diplomate, Rôdeur, Moulin, Patrouille, Remplacement, et Passage secret).
- Dominion : Intrigue 2nd Edition Update Pack sortie en octobre 2016. Contient les 7 nouvelles cartes de la nouvelle édition et permet la mise à jour de l'extension Dominion l'Intrigue.
- Dominion : Nocturne sortie en novembre 2017. C'est une grosse extension de 33 cartes royaumes supplémentaires et de très nombreuses autres cartes. Certaines cartes royaumes sont de type Nuit et se jouent après la phase d'achat. D'autres ont le type Destin et apportent des bonifications (tirage d'une carte dans une pile de 12 cartes Aubaine à part). D'autres encore ont le type Fatalité et apportent des malus (tirage d'une carte dans une pile de 12 cartes Sortilège à part). Certaines cartes Sortilège provoque un état (représenté par une carte "State"). Certaines cartes royaumes ont une bannière indiquant un Patrimoine ("Heirloom") suivi du nom d'une carte, lorsque ces cartes sont en jeu, une des cartes Cuivre de départ dans la main des joueurs est remplacée par la carte nommée. Deux autres types de cartes sont présents dans la boite : les cartes Vœu ("Wish"), et les cartes Esprit (cartes : Feu Follet, Farfadet et Fantôme), ces cartes ne font jamais partie des 10 piles de cartes royaumes de départ, mais peuvent être obtenues par le biais d'autres cartes.
- Dominion : Renaissance sortie en novembre 2018.
- Dominion : Menagerie sortie en mars 2020. De nouvelles cartes Royaume, des cartes Voie ("Way of") qui permettent aux joueurs d'effectuer une action relative aux différents animaux.
- Dominion : Allies sortie en mars 2022. En plus de 31 nouvelles cartes Royaume, l'extension introduit un nouveau type de jeton : le jeton faveur ("favor"). Les cartes de type Liaison permettent de gagner ces jetons faveurs, dont l'usage est défini par des cartes Allié (cartes horizontales). Les piles contenant plusieurs cartes différentes sont réintroduites ("split piles"), avec la possibilité nouvelle de faire tourner la pile, permettant d'accéder aux cartes suivantes sans épuiser les premières[3].
- Dominion : Rivages 2nd Edition sortie en juin 2022. 8 cartes de la première édition ont été retirées du jeu (Ambassadeur, Bateau Pirate, Embargo, Explorateur, Navigateur, Plongeur de perles, Sorcière de mer, et Bateau Fantôme) et remplacées par 9 nouvelles cartes (Astrolabe, Blocus, Corsaire, Singe, Pirate, Navigatrice, Carte marine, Sorcière marine et Marée).
- Dominion : Plunder sortie en décembre 2022. Extension contenant 40 nouvelles cartes Royaume, et deux nouvelles mécaniques : les cartes Trophée ("Loot"), des Trésors hors réserve pouvant être gagnés par différents moyens, et les cartes Trait qui modifient le comportement d'une des 10 cartes Royaume[4].
- Dominion : Rising Sun sortie en août 2024[5]. Extension contenant 300 cartes, dont 25 nouvelles piles de cartes Royaume. Les cartes de type Ombre ("Shadow") peuvent être jouées directement depuis le deck, les cartes de type Signe ("Omen") permettent l'activation des effets des cartes Prophétie (nouveau type de carte horizontale). L'extension contient 15 cartes Prophétie, et 10 nouvelles cartes Événement. La mécanique de dette est réintroduite[6].

## Extension non officielle
- Salvation extension en anglais, disponible sur le site BoardGameGeek depuis 2010, rappelle l'importance de la religion durant le Moyen Âge en 24 cartes originales.

## Version en ligne
Il existe une version en ligne, permettant notamment de :
1. rechercher des cartes parmi toutes les extensions ;
2. jouer avec des personnes du monde entier ;
3. faciliter la mécanique de jeu en laissant le serveur calculer les scores, les nombres d'action, d'achat, etc.

## Cartes promotionnelles
Plusieurs cartes hors extension ont été éditées :
- Marché Noir (Black Market en VO) ;
- Délégué (Envoy en VO) ;
- Cachette (Stash en VO) ;
- Gouverneur (Governor en VO) : Pour les 10 ans du jeu Puerto Rico ;
- Ville fortifiée (Walled Village en VO) : Pour les 10 ans du jeu Carcassonne ;
- Prince ;
- Convocation (carte Événement) ;
- Sauna/Trou dans la Glace (5 cartes Sauna sur 5 cartes Trou dans la Glace) ;
- Démantèlement ;
- Capitaine : Carte Promo 2019, uniquement disponible en anglais et allemand ;
- Église : Carte Promo 2019, uniquement disponible en anglais et allemand.

## Récompenses
- Spiel des Jahres  Meilleur jeu   2009
- Deutscher Spiele Preis  2009